# Дрімлюга сомалійський
Дрімлюга сомалійський (Caprimulgus donaldsoni) — вид дрімлюгоподібних птахів родини дрімлюгових (Caprimulgidae). Мешкає в Східній Африці. Вид названий на честь американського мандрівника Артура Дональдсона Сміта.

## Опис
Довжина птаха становить 18-19 см, самці важать 21-36 г, самиці 26-36 г. Верхня частина тіла переважно світло-сіра, потилиця рудувато-коричнева, на горлі велика біла пляма. І у самців, і у самиць на 4 першорядних махових перах є білі плями, а на крайніх стернових перах є білі плямки. Крик самця описується як протяжний свист — "ту-ві, тіу".

## Поширення і екологія
Сомалійські дрімлюги мешкають в Ефіопії, Сомалі, Кенії і Танзанії, трапляються в Південному Судані. Вони живуть в сухих і напівсухих акацієвих саванах та в сухих чагарникових заростях, а також в галерейних лісах. Зустрічаються на висоті до 1700 м над рівнем моря. Живляться комахами, яких ловлять в польоті. Сезон розмноження в Сомалі триває у травні-червні, в Ефіопії з березня, в Кенії з серпня по жовтень. Сомалійські дрімлюги відкладають яйця просто на голу землю. 